# Ipomoea cynanchifolia
Ipomoea cynanchifolia är en vindeväxtart som beskrevs av Carl Daniel Friedrich Meisner. Ipomoea cynanchifolia ingår i släktet praktvindor, och familjen vindeväxter. Inga underarter finns listade i Catalogue of Life.